# 望诊
望诊是四诊之一，医生运用视觉观察人体全身和局部的一切可见跡象，以了解诊视对象身体状况的方法。望诊在四诊中形成和发展最早，内容有望人的精神状态、面部色泽、形体动态、舌象、小儿络脉、皮肤和头颈五官，以及排泄物和分泌物等。